# Върджил Грисъм
Върджил Айвън „Гас“ Грисъм (на английски: Virgil Ivan „Gus“ Grissom) е бивш американски астронавт, летял в космоса два пъти. Извършил втория американски суборбитален полет и първия пилотиран полет по програмата „Джемини“.

## Биография
Грисъм е роден на 3 април 1926 г. в Митчъл, Индиана, САЩ. През 1944 г. завършва летателна школа и взема участие във Втората световна война. След войната завършва Университета Пардю (Purdue University) в щата Индиана през 1950 г., където получава бакалавърска степен. После е изпратен в Южна Корея и взима участие в т. нар. Корейска война, през която извършва около 100 бойни полета. След това работи като летец-инструктор. През 1957 г. завършва училище за летци-изпитатели във Военновъздушната база Едуардс (Edwards Air Force Base).

## Астронавтска кариера

### Програма „Меркурий“
Грисъм е сред 110-те най-добри пилоти на САЩ, поканени за участие в програмата „Меркурий“ – първата американска програма за пилотирани космически полети.
На 9 април 1959 г. е избран за един от седемте в първата група астронавти на НАСА.
Върджил Грисъм е назначен за пилот на кораба „Либърти Бел 7“ („Камбана на свободата 7“, Liberty Bell 7, „Меркурий 4“). Наречен е така заради формата си.
Своя суборбитален полет с кораба „Либърти Бел 7“ (ракета-носител – „Редстоун“ (Redstone)) Върджил Грисъм извършва на 21 юли 1961 г. По време на полета, когато настъпва безтегловността, Грисъм наблюдава в кабината на кораба летящи болтове и инструменти забравени от техниците. Спирането и спускането в атмосферата са съпроводени с претоварване от 10 g. „Либърти Бел 7“ се приводнява в Атлантическия океан.
След приводняването корабът „Либърти Бел 7“ е захванат от спасителния хеликоптер. След като корабът е изваден от водата е трябвало да се активират пиропатроните, които отваряли изходния люк. Пиропатроните обаче се задействали по-рано и люкът се отваря, когато корабът е още във водата. Кабината на кораба бързо се пълни с вода и натежава прекалено много за възможностите на хеликоптера. Налага се да се среже въжето, на което висял кораба и той потъва. Върджил Грисъм успява да излезе от кораба и е взет на борда на втория спасителен хеликоптер.
През 1999 г. корабът „Либърти Бел 7“ е открит и изваден от дъното на Атлантическия океан от дълбочина от около 6000 м.

### Програма „Джемини“
След суборбиталния полет с „Либърти Бел 7“ В. Грисъм започва подготовка за космически полети на новия американски кораб по програмата „Джемини“. В първия екипаж, за първия пилотиран полет на двуместния космически кораб „Джемини 3“ са назначени Алън Шепърд (командир на екипажа) и Томас Стафорд (пилот). Грисъм е назначен за дубльор на Шепърд, но след като Шепърд се разболява, Грисъм е назначен за командир на основния екипаж, а за пилот – Джон Йънг.
Върджил Грисъм нарича кораба „Джемини 3“ – „Моли Браун“. Това име е взето от популярния по това мюзикъл, поставен в Бродуей, „The Unsinkable Molly Brown“ (Непотопяемата Моли Браун). Така Грисъм се опитва да се пребори с психологичната травма, получена след потъването на първия му кораб „Либърти Бел 7“.
На 23 март 1965 г. корабът „Джемини 3“ с двама астронавти на борда е изведен в околоземна орбита с ракетата-носител „Титан II“. Това е първият пилотиран полет по програмата „Джемини“. Основната задача на астронавтите е изпитание на самия кораб и системите му за управление.
„Джемини 3“ извършва три обиколки около Земята и успешно се приводнява в Атлантическия океан. Продължителността на полета е 4 часа 52 минути и 31 секунди.
Заради грешка при изчисляване съпротивлението на въздуха при спирането в атмосферата корабът се приводнява на 84 км от разчетната точка.
В. Грисъм, заедно с Джон Йънг са дубльори на екипажа на „Джемини 6А“.

### Програма „Аполо“
Грисъм продължава с космическата си подготовка и се включва в програмата „Аполо“, която предвижда кацане на Луната. Екипажът загива на 27 януари 1967 г. в пожар при провеждане на тренировка.
Върджил Грисъм е погребан в Национално гробище Арлингтън. Има 4600 часа нальот на различни типове самолети, в това число 3500 часа на реактивни самолети.
| Космически полети на Върджил Грисъм                     | Космически полети на Върджил Грисъм | Космически полети на Върджил Грисъм | Космически полети на Върджил Грисъм | Космически полети на Върджил Грисъм | Космически полети на Върджил Грисъм | Космически полети на Върджил Грисъм |
| №                                                       | Дата                                | КК                                  | Емблема на мисията                  | Функции                             | Продължителност                     |                                     |
| ------------------------------------------------------- | ----------------------------------- | ----------------------------------- | ----------------------------------- | ----------------------------------- | ----------------------------------- | ----------------------------------- |
| 1                                                       | 21 юли 1961                         | „Мъркюри 4“                         |                                     | Пилот                               | 15 минути 37 секунди                |                                     |
| 2                                                       | 23 март 1965                        | „Джемини 3“                         |                                     | Командир                            | 4 часа 52 минути 31 секунди         |                                     |
|                                                         | 27 януари 1967                      | „Аполо 1“                           |                                     | Командир                            | предстартов тест                    |                                     |
| Сумарно време в космоса – 5 часа 08 минути и 08 секунди |                                     |                                     |                                     |                                     |                                     |                                     |

## Награди
На 1 октомври 1978 г. Върджил Грисъм е награден (посмъртно) от Конгреса на САЩ с Космически медал на честта – най-високото гражданско отличие за изключителни заслуги в областта на аерокосмическите изследвания.